# Cosmo's Factory
Cosmo's Factory este al cincelea album al trupei americane Creedence Clearwater Revival, lansat în 1970.

## Lista pieselor
1. "Ramble Tamble" (7:10)
2. "Before You Accuse Me" (Bo Diddley) (3:27)
3. "Travellin' Band" (2:07)
4. "Ooby Dooby" (Wade Moore, Dick Penner) (2:07)
5. "Lookin' at My Back Door" (2:35)
6. "Run Through The Jungle" (3:10)
7. "Up Around The Bend" (2:42)
8. "My Baby Left Me" (Arthur Crudup) (2:19)
9. "Who'll Stop The Rain" (2:29)
10. "I Heard It Through The Grapevine" (Norman Whitfield, Barrett Strong) (11:07)
11. "Long as I Can See The Light" (3:33)

- Toate cântecele au fost scrise de John Fogerty cu excepția celor notate.
- Ramble Tamble este singura piesă care nu fusese lansată anterior ca single.[1]

## Single-uri
- "Travellin' Band"/"Who'll Stop The Rain" (1970)
- "Up Around The Bend"/"Run Through The Jungle" (1970)
- "Lookin' at My Back Door"/"Long as I Can See The Light" (1970)

## Componență
- Doug Clifford - tobe
- Stu Cook - chitară bas
- John Fogerty - chitară , pian , saxofon , muzicuță , voce
- Tom Fogerty - chitară ritm